# Amazing (榊原ゆいのアルバム)
『Amazing』（アメイジング）は、榊原ゆいの9枚目のオリジナルアルバム。2014年8月27日にLOVE×TRAXから発売された。

## 概要
前作『Fractal』から約2年ぶりのリリースとなるオリジナルアルバム。初回限定盤と通常盤の2タイプ仕様で発売され、初回限定盤のDVDにはTVアニメ『星刻の竜騎士』OPテーマ「聖剣なんていらない」のPVとメイキングを収録したDVDが同梱されている。

## 収録内容
CD
1. Amazing [4:15]
作詞：榊原ゆい、作曲・編曲：臼井亮佑（at hill valley）
2. Endless Fighter [5:02]
作詞：榊原ゆい、作曲・編曲：林達志
OVA『一騎当千 Extravaganza Epoch』挿入歌
3. 聖剣なんていらない [4:05]
作詞・作曲：上松範康（Elements Garden）、編曲：喜多智弘（Elements Garden）
TVアニメ『星刻の竜騎士』OPテーマ
4. memories remember U [3:46]
作詞：榊原ゆい、作曲：astroman、編曲：原田勝通（Angel Note）
MMORPG『トキメキファンタジー ラテール』イメージソング
5. ひとなつの [5:10]
作詞・作曲：榊原ゆい、編曲：椎名俊介（Angel Note）
PCゲーム『ひとなつの』主題歌
6. “光あれ”と願う心を [4:57]
作詞・作曲・編曲：wight
PCゲーム『レミニセンス Re:Collect』OPテーマ
7. やがて消える幻でも [4:47]
作詞・作曲：wight、編曲：Barbarian On The Groove
PCゲーム『レミニセンス』OPテーマ
8. 紅蓮獄華 [5:22]
作詞：榊原ゆい、作曲：与猶啓至
PCゲーム『相州戦神館學園 八命陣』OPテーマ
9. ReANSWER [4:59]
作詞：榊原ゆい、作曲・編曲：MANYO（LittleWing）
PCゲーム『新・白銀のソレイユ -ReANSWER-』OPテーマ
10. 美しき勇者 [3:34]
作詞：Maamie、作曲・編曲：Shade
PCゲーム『戦国†恋姫〜乙女絢爛☆戦国絵巻〜』挿入歌
11. 愛、羽風、亞、美遊時空 -I Have A Music- [4:00]
作詞：RUCCA、作曲・編曲：藤田淳平（Elements Garden）
PCゲーム『あっぱれ!天下御免［祭］』OPテーマ
12. ココロルート [5:02]
作詞：Minao Ohse、作曲・編曲：おおくまけんいち
PCゲーム『ココロ@ファンクション!』OPテーマ
13. ANGELIC DESTINY [4:16]
作詞・作曲・編曲：式部（SAVE THE QUEEN）
PCゲーム『ヴァニタスの羊』OPテーマ
14. 路地裏猫の正体 [4:00]
作詞・作曲・編曲：TOKOTOKO（西沢さんP）
PCゲーム『幻奏童話 ALICETALE』EDテーマ
15. いたいけなリビドー [4:18] ※BONUS TRACK
作詞・作曲・編曲：さっぽろももこ
PCゲーム『学園カウンセラー』OPテーマ

DVD（初回限定盤のみ）
1. 聖剣なんていらない（Music Video）
2. 聖剣なんていらない（メイキング映像）